# Aurora (Zamboanga del Sur)
Aurora ist eine philippinische Stadtgemeinde in der Provinz Zamboanga del Sur. Sie hat 50.755 Einwohner (Zensus 1. August 2015). Im Nordosten grenzt die Gemeinde an die Bucht von Panguil.

## Baranggays
Aurora ist politisch in 44 Baranggays unterteilt.
| - Acad - Alang-alang - Alegria - Anonang - Bagong Mandaue - Bagong Maslog - Bagong Oslob - Bagong Pitogo - Baki - Balas - Balide - Balintawak - Bayabas - Bemposa - Cabilinan | - Campo Uno - Ceboneg - Commonwealth - Gubaan - Inasagan - Inroad - Kahayagan East (Katipunan) - Kahayagan West - Kauswagan - La Paz (Tinibtiban) - La Victoria - Lantungan - Libertad - Lintugop - Lubid | - Maguikay - Mahayahay - Monte Alegre - Montela - Napo - Panaghiusa - Poblacion - Resthouse - Romarate - San Jose - San Juan - Sapa Loboc - Tagulalo - Waterfall |